# Парцаніка
Парцаніка (італ. Parzanica) — муніципалітет в Італії, у регіоні Ломбардія, провінція Бергамо.
Парцаніка розташована на відстані близько 470 км на північний захід від Рима, 75 км на північний схід від Мілана, 29 км на схід від Бергамо.
Населення — 371 особа (2014).

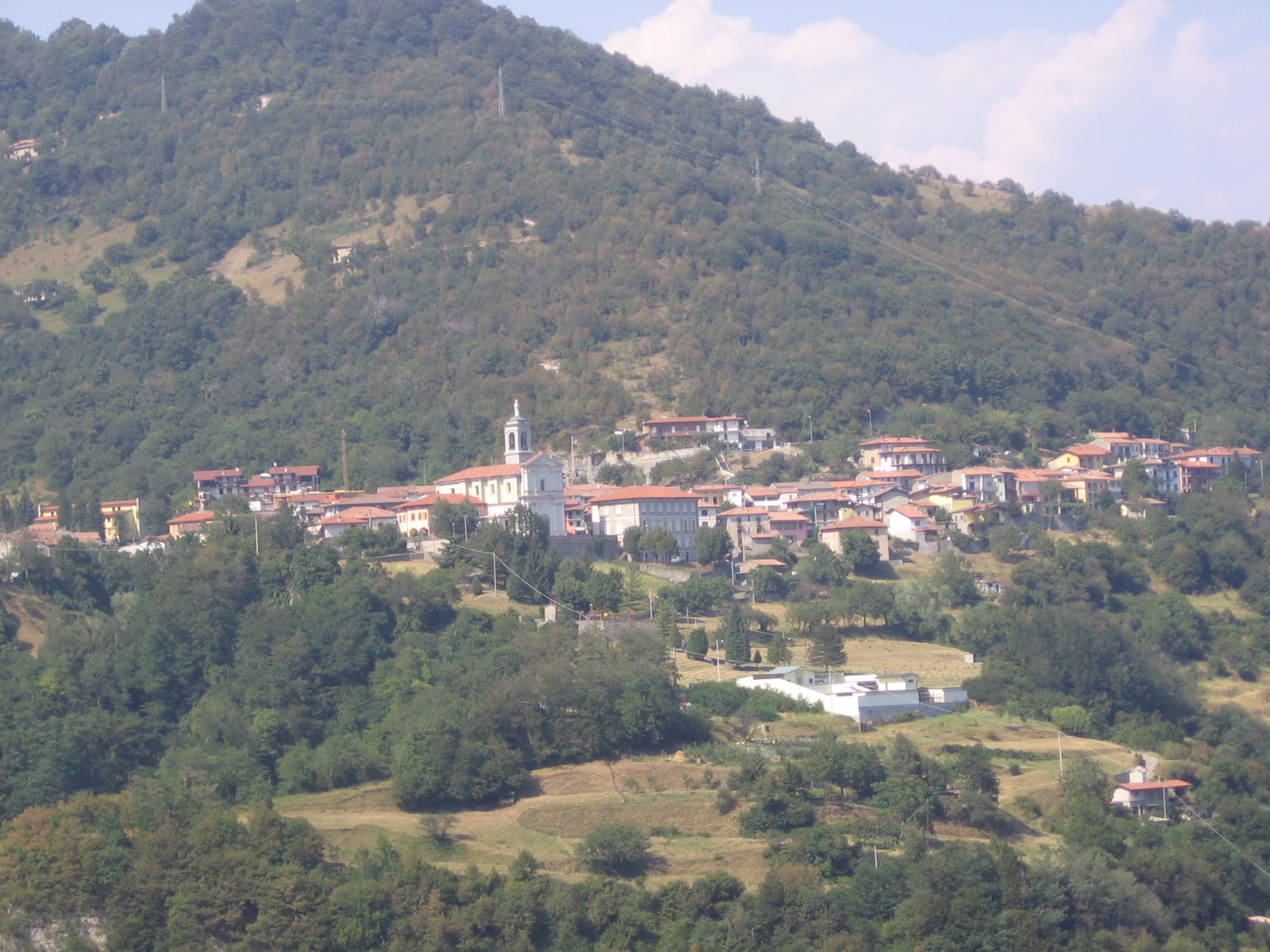

Щорічний фестиваль відбувається 16 серпня. Покровитель — святий Рох.

## Демографія
Населення за роками:

Станом на 1 січня 2023 року в муніципалітеті офіційно проживав 21 іноземець з 11 країн, серед них 8 громадян країн Євросоюзу та 5 громадян України.

## Сусідні муніципалітети
- Фонтено
- Мароне
- Монте-Ізола
- Рива-ді-Сольто
- Тавернола-Бергамаска
- Віголо